# 斯肯泰亞鄉 (雅洛米察縣)
46°55′N 27°34′E / 46.917°N 27.567°E
斯肯泰亞鄉（羅馬尼亞語：Comuna Scânteia, Ialomița），是羅馬尼亞的鄉份，位於該國南部，由雅洛米察縣負責管轄，處於布加勒斯特以東110公里，每年平均降雨量886毫米，海拔高度27米，2007年人口4,349。